# Matias Concha
Hernán Matías Arsenio Concha, född 31 mars 1980 i Vellinge, är en svensk före detta fotbollsspelare av chilensk härkomst. Han arbetar numera som fastighetsmäklare i Marbella.

## Karriär
Hans allsvenska debut kom med Malmö FF under säsongen 2001. Inför säsongen 2004 bytte han klubb till Djurgårdens IF, han tog då över Niclas Rascks roll som ordinarie högerback. Conchas första allsvenska mål kom våren 2006 i mötet på Stockholms Stadion mot förra klubben Malmö FF. Den 20 juni 2007 presenterade tyska VfL Bochum Concha som ett nyförvärv.
Hans debut i svenska fotbollslandslaget kom i januari 2006 under landslagets turné med spelare från de nordiska ligorna. Han blev även uttagen till landslagets turné i januari 2007 och fick då ytterligare speltid.
Gick på transfer från Djurgårdens IF till VfL Bochum i Tyskland sommaren 2007. Bochum spelade då i den tyska högstadivisionen, men degraderades senare till andradivisionen. Under en match mot Union Berlin i tyska andradivisionen (2.Bundesliga) den 6 december 2010 bröt Concha benet i en duell . Strax efter benbrottet opererades han och första prognosen löd att han skulle kunna spela om 4–5 månader vilket i så fall vore april–maj 2011.
30 juli 2012 blev det officiellt att Matias Concha återvänder till Allsvenskan och Malmö FF. Kontraktet skrevs till och med 2014. Efter säsongen 2014 valde Concha att avsluta sin spelarkarriär.
1 augusti 2016 tillträdde Concha tjänsten som sportchef i Östers IF, en tjänst som sedan avslutas den i början av mars 2018 
1 augusti 2018 tillträdde han sin nya tjänst som fastighetsmäklare på Serneholt Estate  där han kommer att jobba med försäljning av bostäder på den spanska solkusten.

## Familj
Matias Concha är bror till operasångaren Fernando Concha Viaux.

## Meriter
- Mästare, Svenska cupen: 2004, 2005
- Mästare, SM-guld, 2005, 2013, 2014
- Juniormästare JSM-guld 1998
- A-landslagsspelare

## Seriematcher och mål
- 2001: 6 / 0
- 2002: 15 / 0
- 2003: 18 / 0
- 2004: 22 / 0
- 2005: 23 / 0
- 2006: 20 / 2
- 2007: 11 / 0
- 2007–2008: ?
- 2008–2009: ?
- 2009–2010: 9 / 0 (källa), per 16 december 2009